# Agadez
Agadez (اغادیز) je mesto v Nigru. Leta 2012 je štelo približno 122.000 prebivalcev. Je starodavno trgovsko mesto na južnem robu Sahare, ob jugovzhodnem vznožju gorovja Air. Stoji ob pomembni čezsaharski poti. Mesto je zgodovinsko znano po trgovanju s soljo iz oaze Bilma in je versko in kulturno središče Tuaregov. 
Glavni znamenitosti sta Velika mošeja iz 16. stoletja s 27 m visokim minaretom iz zidakov iz blata, najvišja zgradba iz tega materiala na svetu, in sultanova palača. Mestno jedro je bilo leta 2013 vpisano na seznam Unescove svetovne dediščine.